# Église Saint-Julien de Royaucourt-et-Chailvet
Pour les articles homonymes, voir Église Saint-Julien.
L'église Saint-Julien est une église catholique située à Royaucourt-et-Chailvet, en France.

## Localisation
L'église est située dans le département français de l'Aisne, sur la commune de Royaucourt-et-Chailvet.
L'église Saint-Julien est ouverte chaque dimanche après-midi de 15 à 18:00 jusqu'au dernier dimanche d'octobre. Un membre des Amis de St Julien de Royaucourt accueille le public.

## Historique
La construction de l'église Saint-Julien de Royaucourt semble avoir commencé après 1176 sur un domaine acquis par Gautier, trésorier du chapitre de la cathédrale de Laon. Sa construction s'est poursuivie par étape jusqu'au XVIIe siècle.
L'édifice est classé au titre des monuments historiques en 1862.

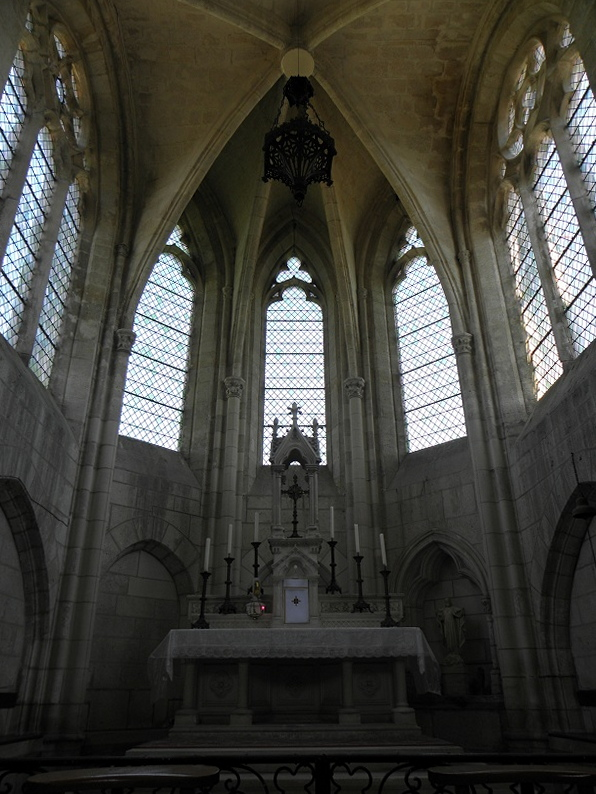
Les vitraux de l'abside datant de 1925

Lors de la première guerre mondiale les vitraux de l'église ont été détruits. Refaites en 1925, les baies vitrées sont arrivées en fin de vie et présentent de nombreuses détériorations avec des risques pour l'intégrité du bâtiment. Sur proposition d'un généreux donateur qui s'engageait à verser chaque année un montant pour ce projet, plutôt que de refaire les baies comme en 1925, il a été décidé en 2008 de créer une véritable œuvre d'art qui mette en valeur le patrimoine de l'église. Le thème retenu a été celui du baptême du Christ, thème du vitrail réalisé en 1866 et détruit en 1917.
Une première étape de ce projet s'est achevée en juillet 2017 avec la pose du vitrail central réalisé par l'Atelier Berthelot. Le département de l'Aisne a subventionné 50 % du coût du vitrail central et de sa protection et la DRAC, 40 % de la protection, le reste ayant été financé par le très généreux donateur et les Amis de Saint-Julien de Royaucourt. Une deuxième étape est lancée : la souscription par donation pour réaliser les deux vitraux latéraux qui créeront un triptyque. Une opération de financement participatif est lancée sur Helloasso.com.

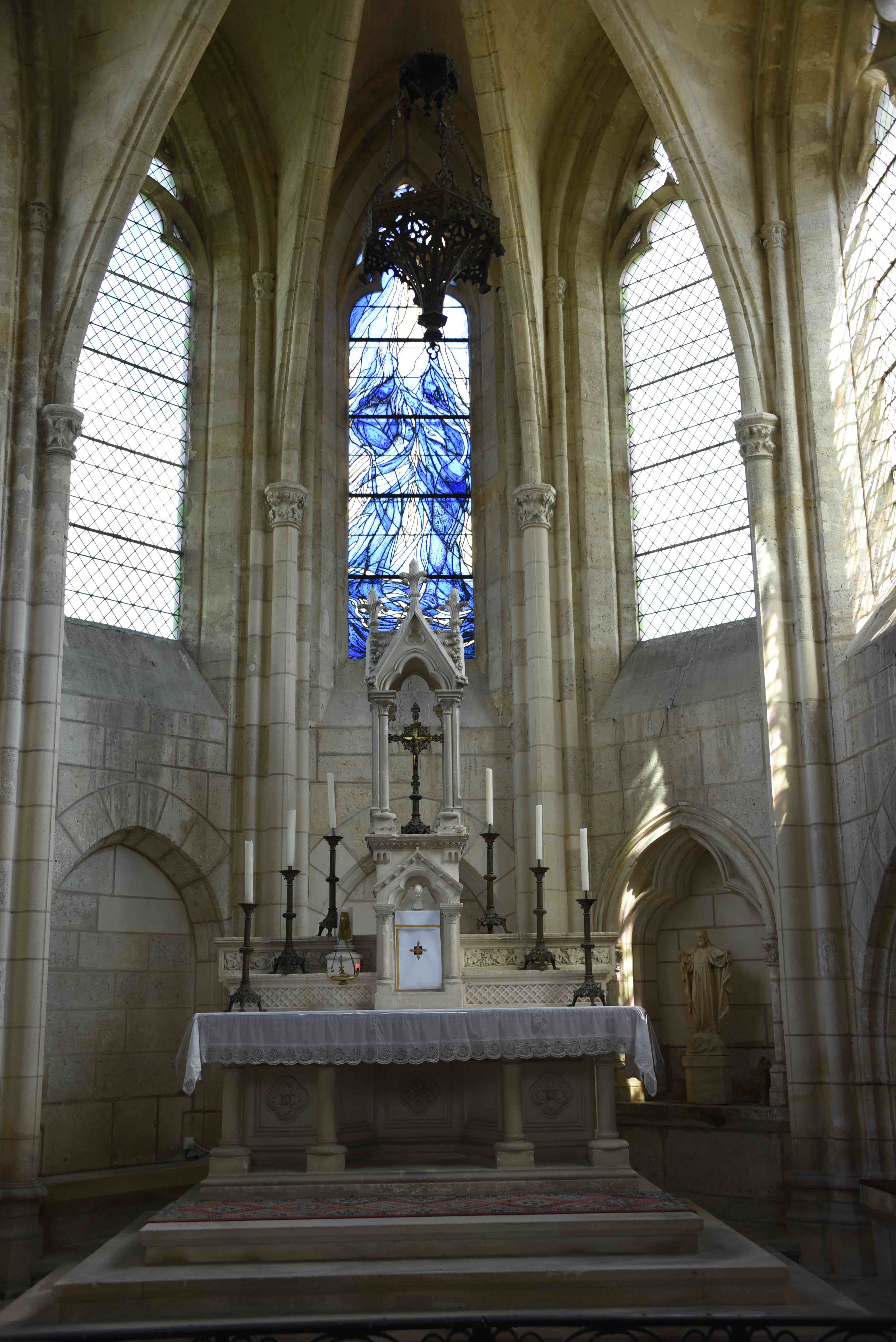
vitrail central abside Saint-Julien de Royaucourt posé en juillet 2017